# 元谳
元谳（489年—528年5月17日），字宁国，河南郡洛阳县（今河南省洛阳市东）人，魏献文帝拓跋弘之孙，使持节、都督中外诸军事、车骑大将军、特进、司州牧、赵郡灵王第四子，北魏宗室、官员。

## 生平
元谳为人贪婪暴虐没有礼节，延昌四年（515年），元谳被诏令以羽林监为起家官，又转任司徒主簿。魏孝明帝元诩时期，元谳升任通直散骑侍郎，转任中监将军、宗正卿，升任左将军、太中大夫、常侍如故，封平乡县开国男，食邑二百户。建义元年岁次戊申四月十三日（528年5月17日），元谳在河阴之变中遇害，虚岁四十，朝廷赠予车骑大将军、仪同三司、定州刺史，谥号孝惠。建义元年七月丙辰朔十七日壬辰（528年8月17日）葬于缠涧之东。

## 家庭

### 祖父
- 魏献文帝拓跋弘[1]

### 父亲
- ，北魏使持节、都督中外诸军事、车骑大将军、特进、司州牧、赵郡灵王[1]

### 兄弟姐妹
- 元谌，北魏骠骑大将军、大司马、赵郡孝懿王
- 元谧，北魏安南将军、都官尚书、赵郡贞景王
- 元谭，北魏安西将军、秦州刺史、城安贞惠侯
- 元譿，北魏直阁将军、羽林监

### 夫人
- 河南于氏，北魏使持节、散骑常侍、都督定瀛幽三州诸军事、征北大将军、定州刺史、太原郡开国公、薨赠司空公、谥曰恭庄公于劲孙女，北魏中书侍郎、直阁将军、辅国将军、通直散骑常侍、薨赠使持节征虏将军、恒州刺史于略之女[1]，虚龄十六岁嫁给元谳，天保元年八月三日因病在邺城住宅中去世，虚岁五十六，同年十二月丙子朔九日甲申葬于邺西济水以南[4]

### 子女
- 元寘，北魏平昌王，北齐接受禅让后，爵位依例降低
- 元景暄，北魏直阁将军